# چرا هیچ هنرمند زن برجسته‌ای وجود نداشته است؟

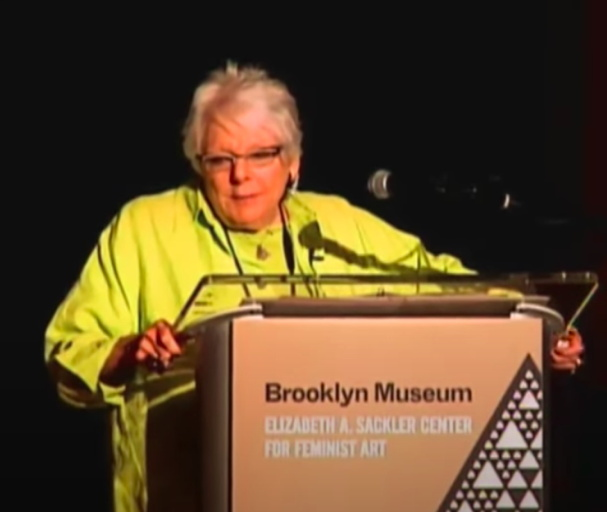
موانع موفقیت هنری زنان در غرب

چرا هیچ هنرمند زن برجسته‌ای وجود نداشته است؟ مقاله‌ای از تاریخ‌دان هنر آمریکایی لیندا ناکلین است که در سال ۱۹۷۱ منتشر شد و به عنوان مقاله‌ای پیشگام در عرصهٔ تاریخ هنر فمینیستی و نظریهٔ هنری فمینیستی شناخته شده است.

## محتوا
در این مقاله ناکلین به بررسی موانع سازمانی - و نه فردی - که مانع موفقیت هنری زنان در غرب شده‌اند می‌پردازد. او استدلالش را به چند بخش تقسیم کرده، که نخستین بخش آن به بررسی پیش‌انگاره‌ها و پیش‌فرض‌های نهان و تلویحی عنوان مقاله می‌پردازد، و به دنبالش «مسئلهٔ. او در مقدمه اذعان می‌کند که «خیزش اخیر فعالیت فمینیستی» در آمریکا یکی از شروطش برای استنطاق از شالوده‌های ایدئولوژیک تاریخ هنر بوده است و سپس پیشنهاد جان استوارت میل را به میان می‌آورد که «ما معمولاً هر آنچه هست را طبیعی می‌انگاریم». در نتیجه‌گیری می‌گوید: